# 1408 Trusanda
1408 Trusanda è un asteroide della fascia principale. Scoperto nel 1936, presenta un'orbita caratterizzata da un semiasse maggiore pari a 3,1062180 au e da un'eccentricità di 0,0953985, inclinata di 8,35786° rispetto all'eclittica.
L'asteroide è dedicato a Trude Hochgesand, una conoscente di Heinrich Vogt.